# 圣艾尼昂府

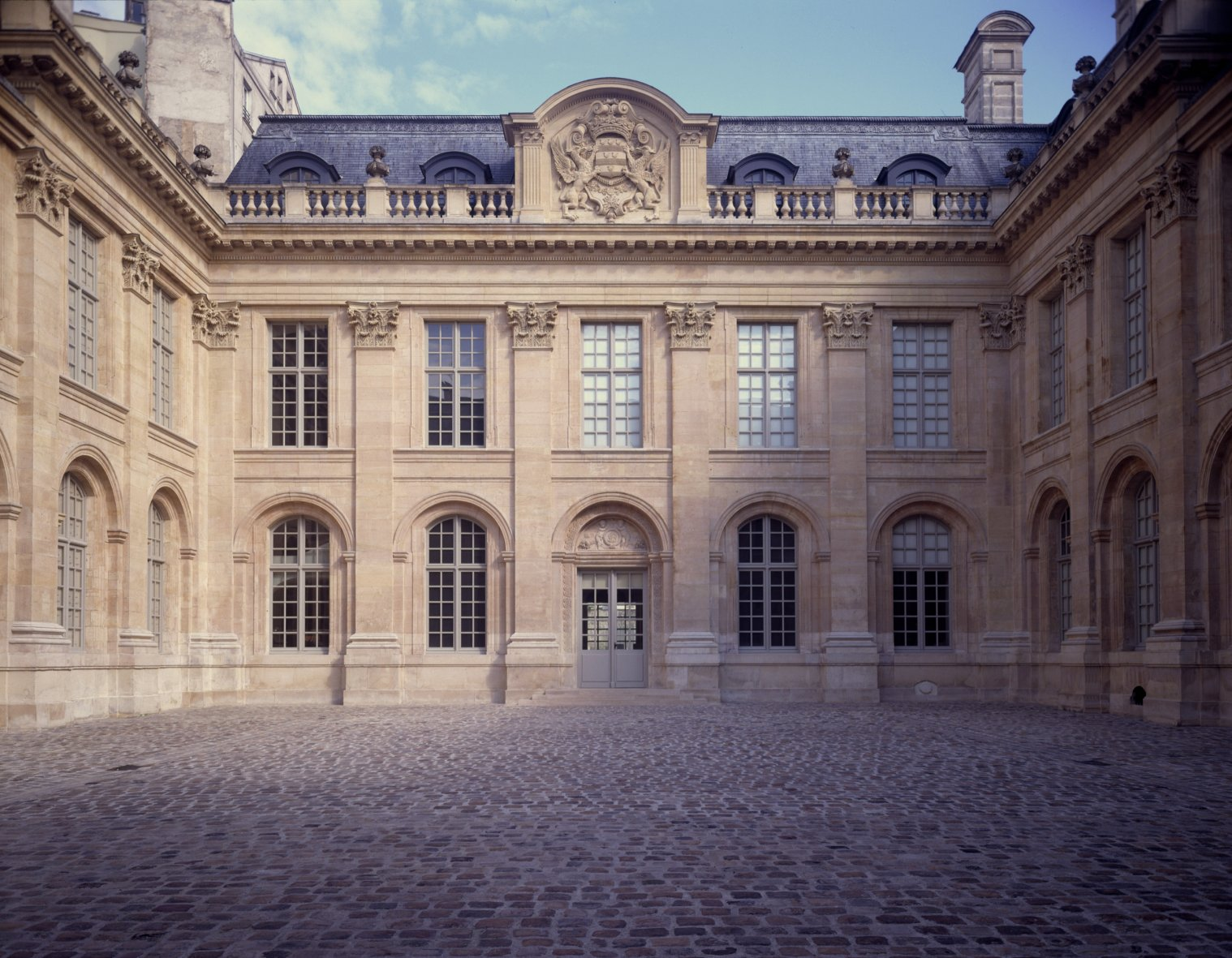

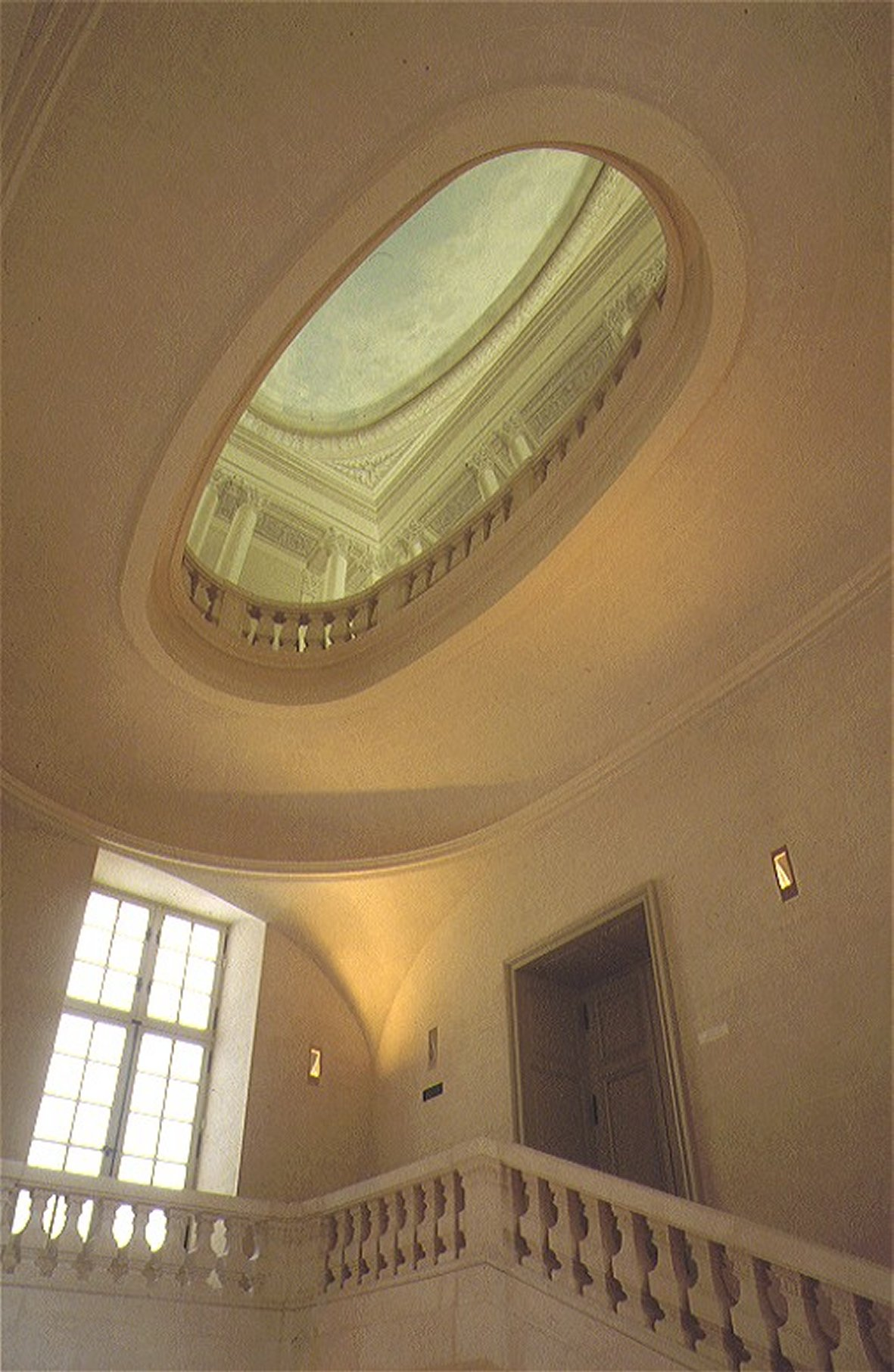
大楼梯

圣艾尼昂府（法語：Hôtel de Saint-Aignan，發音：[otɛl də sɛ̃t‿ɛɲɑ̃]），最初称为阿沃府（Hôtel d'Avaux）, 是一座17世纪贵族府邸，位于巴黎第三区玛莱区圣殿路71号。它建于1644–1650年，由建筑师皮埃尔设计，业主是儒勒·马萨林枢机的财务总监阿沃伯爵克洛德·德梅姆，后来由圣艾尼昂公爵保罗·德博维利耶购买，并增加了宏伟的大楼梯。现在这里是巴黎犹太艺术与历史博物馆。